# Afektivno računarstvo
Afektivno računarstvo je proučavanje i razvoj sistema i uređaja koji mogu prepoznati, interpretirati, obraditi i simulirati ljudske afekte. To je interdisciplinarna oblast koja obuhvata kompjuterske nauke, psihologiju i kognitivne nauke. Dok se neke ključne ideje u ovoj oblasti mogu pratiti čak do ranih filozofskih istraživanja emocija, modernija grana računarske nauke proistekla je iz rada Rosalind Pikard iz 1995. o afektivnom računarstvu i njene knjige Afektivno računarstvo u izdanju MIT Presa. Jedna od motivacija za istraživanje je sposobnost da se mašinama da emocionalna inteligencija, uključujući i simulaciju empatije. Mašina treba da tumači emocionalno stanje ljudi i da im prilagodi svoje ponašanje, dajući odgovarajući odgovor na te emocije.

## Područja

### Otkrivanje i prepoznavanje emocionalnih informacija
Otkrivanje emocionalnih informacija obično počinje sa pasivnim senzorima koji registruju podatke o fizičkom stanju ili ponašanju korisnika bez tumačenja unosa. Prikupljeni podaci su analogni znakovima koje ljudi koriste da bi uočili emocije kod drugih. Na primer, video kamera može da snimi izraze lica, držanje tela i gestove, dok mikrofon može da snimi govor. Drugi senzori otkrivaju emocionalne znakove direktnim merenjem fizioloških podataka, kao što su temperatura kože i galvanski otpor.
Prepoznavanje emocionalnih informacija zahteva izdvajanje smislenih obrazaca iz prikupljenih podataka. Ovo se radi pomoću tehnika mašinskog učenja koje obrađuju različite modalitete, kao što su prepoznavanje govora, obrada prirodnog jezika ili otkrivanje izraza lica. Cilj većine ovih tehnika je da proizvedu etikete koje bi odgovarale oznakama koje bi čovek koji percipira dao u istoj situaciji: Na primer, ako osoba napravi izraz lica nabravši obrve, onda bi sistem kompjuterskog vida mogao biti naučen da označava njihovo lice kao da izgleda „zbunjeno“ ili kao „koncentrisano“ ili „malo negativno“ (za razliku od pozitivnog, što bi moglo reći da su se smejali na način koji izgleda srećno). Ove oznake mogu ili ne moraju odgovarati onome što osoba zapravo oseća.

### Emocije u mašinama
Druga oblast u okviru afektivnog računarstva je dizajn računarskih uređaja za koje se predlaže da pokažu urođene emocionalne sposobnosti ili koji su sposobni da ubedljivo simuliraju emocije. Praktičniji pristup, zasnovan na trenutnim tehnološkim mogućnostima, je simulacija emocija u konverzacijskim agentima kako bi se obogatila i olakšala interaktivnost između čoveka i mašine.
Marvin Minski, jedan od pionirskih računarskih naučnika u oblasti veštačke inteligencije, povezuje emocije sa širim pitanjima mašinske inteligencije, navodeći u Emotivnoj mašini da se emocija „ne razlikuje posebno od procesa koje nazivamo 'razmišljanjem'“ Inovativan pristup „digitalnim ljudima“ ili virtuelnim ljudima uključuje pokušaj da se ovim programima, koji simuliraju ljude, pruži emocionalna dimenzija, uključujući reakcije u skladu sa reakcijom kojom bi stvarna osoba reagovala u određenoj emocionalno stimulirajućoj situaciji, kao i izraze lica i gestove.

## Literatura
- Hudlicka, Eva (2003). „To feel or not to feel: The role of affect in human–computer interaction”. International Journal of Human–Computer Studies. 59 (1–2): 1—32. CiteSeerX 10.1.1.180.6429 . doi:10.1016/s1071-5819(03)00047-8.
- Scherer, Klaus R; Bänziger, Tanja; Roesch, Etienne B (2010). A Blueprint for Affective Computing: A Sourcebook and Manual. Oxford: Oxford University Press. ISBN 978-0-19-956670-9.